# Lucinico
Lucinico is een plaats (frazione) in de Italiaanse gemeente Gorizia, provincie Gorizia.

## Trivia
Antonio Leonardis, deken van Lucinico (1790-1821), voegde de naam Lucinico aan zijn naam toe: Antonio Leonardis da Lucinico.